# Пільона
Пільона (пол. Pilona, нім. Plohnen) — село в Польщі, у гміні Ельблонґ Ельблонзького повіту Вармінсько-Мазурського воєводства.
Населення — 112 осіб (2011).
У 1975-1998 роках село належало до Ельблонзького воєводства.

## Демографія
Демографічна структура станом на 31 березня 2011 року:
|          | Загалом | Допрацездатний вік | Працездатний вік | Постпрацездатний вік |
| -------- | ------- | ------------------ | ---------------- | -------------------- |
| Чоловіки | 54      | 15                 | 37               | 2                    |
| Жінки    | 58      | 8                  | 43               | 7                    |
| Разом    | 112     | 23                 | 80               | 9                    |